# Oxytropis melanocalyx
Oxytropis melanocalyx är en ärtväxtart som beskrevs av Aleksandr Andrejevitj Bunge. Oxytropis melanocalyx ingår i släktet klovedlar, och familjen ärtväxter.

## Underarter
Arten delas in i följande underarter:
- O. m. brevidentata
- O. m. melanocalyx